# ようそろ
ようそろは、航海用語で船を直進させることを意味する操舵号令である。転舵（または転舵命令）のあと、今向いている方向でよしというときに発することが多い。
漢字では「宜候」または稀に「好候」とも書き、「よーそろー」と発声する。これは「宜く候（よくそうろう）」のウ音便である。
英語では、(Keep her) steady!（船の進路をそのまま保て）に相当する。
船を左右に進める号令は瀬戸内水軍の航海術の伝承を受け継いでいる。進行方向から子丑寅卯の順で右回りに12等分に方位を区分し、右に舵をとる場合は「面舵」。これは「卯舵」（うかじ）→うむかじ→おもかじ、と訛ったものが由来。左も同様に申酉戌亥の酉の方向に見立てて、号令は「取舵」である。
元々は、船首に立ち水路を見極める船頭が、後部に居る舵手に対して、直進か左右への転舵かを指示する際にそれぞれ「宜候」「取舵」「面舵」と呼んだ。
なお、バックに相当する特別な号令はなく、そのまま「後進」である（"後退"は敗北につながるため）。